# Giuseppe Di Falco
Giuseppe Di Falco (Casalincontrada, 13 maggio 1930) è un vescovo cattolico italiano, dal 3 aprile 2007 vescovo emerito di Sulmona-Valva.

## Biografia
È nato a Casalincontrada, in provincia e arcidiocesi di Chieti, il 13 maggio 1930.

### Formazione e ministero sacerdotale
Ha compiuto gli studi ginnasiali nel seminario arcivescovile di Chieti e quelli liceali e teologici nel seminario regionale "San Pio X" della stessa città.
Il 29 giugno 1953 è stato ordinato presbitero, nella cattedrale di San Giustino a Chieti.
Dopo l'ordinazione è stato destinato a Vasto come assistente della gioventù studentesca, delle ACLI, come assistente diocesano della Gioventù Maschile di Azione Cattolica nonché come viceparroco della cattedrale di San Giuseppe di Vasto. È stato poi vicerettore del seminario arcivescovile di Chieti. Nel 1956 è stato nominato parroco della parrocchia di San Panfilo in Scerni, dove è rimasto sino al 1964. Dal 1965 e fino alla nomina episcopale ha ricoperto l'incarico di primo parroco della neo eretta parrocchia di San Camillo de Lellis di Chieti, dove ha promosso anche la costruzione del complesso parrocchiale.
Contemporaneamente è stato anche assistente diocesano della gioventù femminile di Azione Cattolica sotto l'episcopato di Giovanni Battista Bosio, delegato diocesano per l'Apostolato dei laici sotto l'episcopato di Loris Francesco Capovilla, vicario episcopale per gli organismi ecclesiali e pro-vicario generale dell'arcidiocesi teatina sotto l'episcopato di Vincenzo Fagiolo. Ha fatto parte altresì della Commissione presbiterale regionale e nazionale.

### Ministero episcopale
Il 25 maggio 1985 papa Giovanni Paolo II lo ha nominato vescovo di Valva e Sulmona; è succeduto al dimissionario Salvatore Delogu. Il 14 luglio successivo ha ricevuto l'ordinazione episcopale, nella cattedrale di San Giustino di Chieti, dal cardinale Bernardin Gantin, co-consacranti gli arcivescovi Vincenzo Fagiolo e Antonio Valentini. Il 31 agosto dello stesso anno ha preso possesso della diocesi.
Il 30 settembre 1986, dopo l'unione delle sedi di Valva e Sulmona, è divenuto primo vescovo di Sulmona-Valva.
Il 3 aprile 2007 papa Benedetto XVI ha accolto la sua rinuncia, presentata per raggiunti limiti di età, al governo pastorale della diocesi di Sulmona-Valva; gli è succeduto Angelo Spina, del clero di Campobasso-Boiano. È rimasto amministratore apostolico della diocesi fino all'ingresso del successore, avvenuto il 23 giugno seguente.

## Genealogia episcopale
La genealogia episcopale è:
- Cardinale Scipione Rebiba
- Cardinale Giulio Antonio Santori
- Cardinale Girolamo Bernerio, O.P.
- Arcivescovo Galeazzo Sanvitale
- Cardinale Ludovico Ludovisi
- Cardinale Luigi Caetani
- Cardinale Ulderico Carpegna
- Cardinale Paluzzo Paluzzi Altieri degli Albertoni
- Papa Benedetto XIII
- Papa Benedetto XIV
- Papa Clemente XIII
- Cardinale Marcantonio Colonna
- Cardinale Giacinto Sigismondo Gerdil, B.
- Cardinale Giulio Maria della Somaglia
- Cardinale Carlo Odescalchi, S.I.
- Cardinale Costantino Patrizi Naro
- Cardinale Lucido Maria Parocchi
- Papa Pio X
- Papa Benedetto XV
- Papa Pio XII
- Cardinale Eugène Tisserant
- Cardinale Bernardin Gantin
- Vescovo Giuseppe Di Falco